# Conticosta
Conticosta is een geslacht van weekdieren uit de klasse van de Gastropoda (slakken).

## Soort
- Conticosta petilinus (Hedley, 1922)